# Paola Núñez

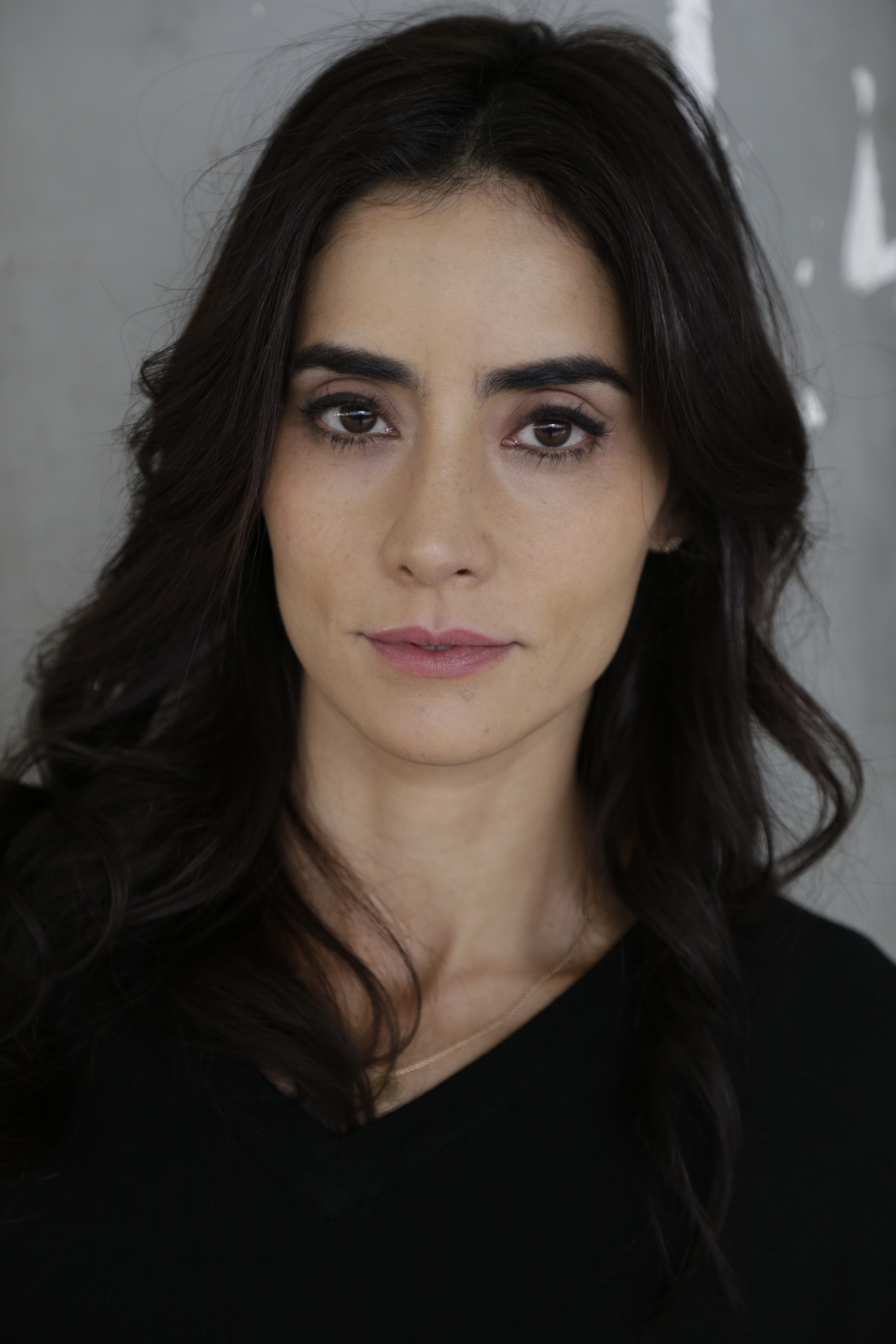
Paola Núñez (2016)

Paola Núñez Rivas (* 8. April 1978 in Tecate, Baja California) ist eine mexikanische Schauspielerin.

## Leben
Paola Núñez wurde in Tecate im mexikanischen Bundesstaat Baja California geboren, wo sie auch aufwuchs. An der Universidad Autónoma de Baja California (UABC) erwarb sie einen Abschluss in Kommunikationswissenschaften. Anschließend übersiedelte sie nach Mexiko-Stadt, wo sie ihre Schauspielausbildung am CEFAC (Centro de Formación Actoral) des Fernsehsenders TV Azteca erhielt.
Später war sie in Telenovelas dieses Senders in durchgehenden Rollen zu sehen, unter anderem 2004/05 in Las Juanas als Juana Micaela, 2005/06 in Amor en custodia als Bárbara Bazterrica, 2007 in Mientras haya vida als Elisa Montero, 2009 in Pasión morena als Morena Madrigal Rueda und 2013 in Destino als Valeria González/Valeria Ríos. 2014 übernahm sie in der US-amerikanischen Serie Reina de corazones des Senders Telemundo die Hauptrolle der Reina Ortíz.
Von 2017 bis 2019 spielte sie in der auf dem Roman Der erste Sohn von Philipp Meyer basierenden Western-Familiensaga The Son mit Pierce Brosnan die Rolle der María García, in der deutschsprachigen Fassung lieh ihr Laura Maire die Stimme. 2019 war sie in der Telenovela La Reina del Sur als Manuela Cortés Santos und in der NBC-Serie The Purge als Esme Carmona zu sehen. Im US-amerikanischen Actionfilm Bad Boys for Life verkörperte sie 2020 an der Seite von Will Smith als Detective Michael „Mike“ Lowrey dessen frühere Freundin Rita. In der deutschsprachigen Fassung wurde sie von Sonja Spuhl synchronisiert.
Im Juni 2021 wurde bekannt, dass sie in der auf den Videospielen basierenden Netflix-Serie Resident Evil neben Ella Balinska, Tamara Smart, Lance Reddick, Siena Agudong und Adeline Rudolph zur Hauptbesetzung gehören soll. Im 2023 veröffentlichten mexikanischen Netflix-Roadmovie Königinnen auf der Flucht übernahm sie an der Seite von Martha Higareda, Alejandra Ambrosi und Valeria Vera als Famela eine der Hauptrollen.

## Filmografie (Auswahl)
- 2001: Como en el cine (Fernsehserie, eine Episode)
- 2002: Súbete a mi moto (Fernsehserie)
- 2004: Miss Carrusel (Kurzfilm)
- 2004: La vida es una canción – Magia (Fernsehserie)
- 2004: Tan infinito como el desierto (Mini-Serie)
- 2004: Las Juanas (Fernsehserie)
- 2005: Ver, oir y callar
- 2005: Lo Que Callamos Las Mujeres – ¿Me veo bien? (Fernsehserie)
- 2005–2006: Amor en custodia (Fernsehserie)
- 2007: Mientras haya vida (Fernsehserie, eine Episode)
- 2009: Tres piezas de amor en un fin de semana
- 2009: Pasión Morena (Fernsehserie)
- 2010: Depositarios
- 2010: Sin ella
- 2011: Los inadaptados
- 2013: Deseo – Karussell der Lust (Deseo)
- 2013: Detrás del Poder
- 2014: El Más Buscado
- 2014: Dariela los martes
- 2014: Reina de corazones (Fernsehserie)
- 2014: Palabra de Ladrón (Fernsehserie)
- 2013–2014: Destino (Fernsehserie)
- 2015: El cumple de la abuela
- 2015: Runner (Fernsehfilm)
- 2017: La Hermandad (Fernsehserie)
- 2017–2019: The Son (Fernsehserie)
- 2019: La Reina del Sur (Fernsehserie)
- 2019: La Boda de la Abuela
- 2019: The Purge (Fernsehserie)
- 2020: Bad Boys for Life
- 2020: Deputy – Einsatz Los Angeles – Menschenhandel/10-8 Firestone (Fernsehserie)
- 2020: Magnum P.I. – Double Jeopardy (Fernsehserie)
- 2021: Calls – Me, Myself, and Darlene (Fernsehserie, Stimme)
- 2022: Resident Evil (Fernsehserie)
- 2023: Königinnen auf der Flucht (Fuga de Reinas)
- 2023: Der Untergang des Hauses Usher (The Fall of the House of Usher, Fernsehserie, 5 Episoden)
- 2024: Fire Country (Fernsehserie)
- 2024: Bad Boys: Ride or Die